# Brian Raats
Brian Raats (né le 17 janvier 2004) est un athlète sud-africain, spécialiste du saut en hauteur.

## Biographie
Brian Raats, alors étudiant à l'université de Pretoria, est médaillé d'argent du concours de saut en hauteur aux Championnats du monde juniors d'athlétisme 2022 à Cali..
Il remporte ensuite la médaille d'or du saut en hauteur lors des Championnats d'Afrique juniors d'athlétisme 2023 à Ndola.
En 2024, il est médaillé d'or aux Championnats d'Afrique à Douala.

## Palmarès
| Date | Compétition                   | Lieu         | Résultat | Performance |
| ---- | ----------------------------- | ------------ | -------- | ----------- |
| 2021 | Championnats du monde juniors | Nairobi      | 5e       | 2,14 m      |
| 2022 | Championnats d'Afrique        | Saint-Pierre | 5e       | 2,10 m      |
| 2022 | Championnats du monde juniors | Cali         | 2e       | 2,10 m      |
| 2023 | Championnats d'Afrique        | Ndola        | 1er      | 2,15 m      |
| 2024 | Championnats d'Afrique        | Douala       | 1er      | 2,18 m      |
| 2024 | Jeux olympiques               | Paris        | 12e      | 2,17 m      |

### Records
| Épreuve         | Performance | Lieu          | Date         |
| --------------- | ----------- | ------------- | ------------ |
| Saut en hauteur | 2,26 m      | Potchefstroom | 6 avril 2022 |